# Бревард (округ)
Шаблон:StateAbbr_ 28°18′ пн. ш. 80°42′ зх. д. / 28.3° пн. ш. 80.7° зх. д.
Бревард (англ. Brevard County) — округ (графство) у північному центрі штату Флорида. Центр — місто Тітусвілл.
Площа округу становить 4032 км².
Округ був виділений з округу Орандж у 1844 році.
Населення округу — 543376 осіб (2010; 536357 в 2009).

## Населені пункти
В склад округу входять 10 міст (сіті) та 6 містечок (таун).
Міста
| Місто             | Населення, осіб | Рік  |
| ----------------- | --------------- | ---- |
| Вест-Мелборн      | 15328           | 2008 |
| Індіан-Гарбор-Біч | 8152            | 2000 |
| Кейп-Канаверал    | 10147           | 2008 |
| Коко              | 16478           | 2008 |
| Коко-Біч          | 11920           | 2008 |
| Мельбурн          | 78323           | 2009 |
| Палм-Бей          | 100786          | 2008 |
| Рокледж           | 24747           | 2008 |
| Сателлайт         | 9577            | 2000 |
| Тітусвілл         | 44756           | 2008 |

Містечка
| Містечко        | Населення, осіб | Рік  |
| --------------- | --------------- | ---- |
| Грант-Валкарія  | 3850            | 2010 |
| Індіалантік     | 3003            | 2010 |
| Малабар         | 2622            | 2000 |
| Мелборн-Біч     | 3335            | 2000 |
| Мелборн-Вілледж | 706             | 2000 |
| Палм-Шорс       | 794             | 2000 |

## Суміжні округи
- Волусія, Флорида — північ
- Індіан-Рівер, Флорида — південь
- Осіола, Флорида — південний захід
- Орандж, Флорида — захід

## Галерея

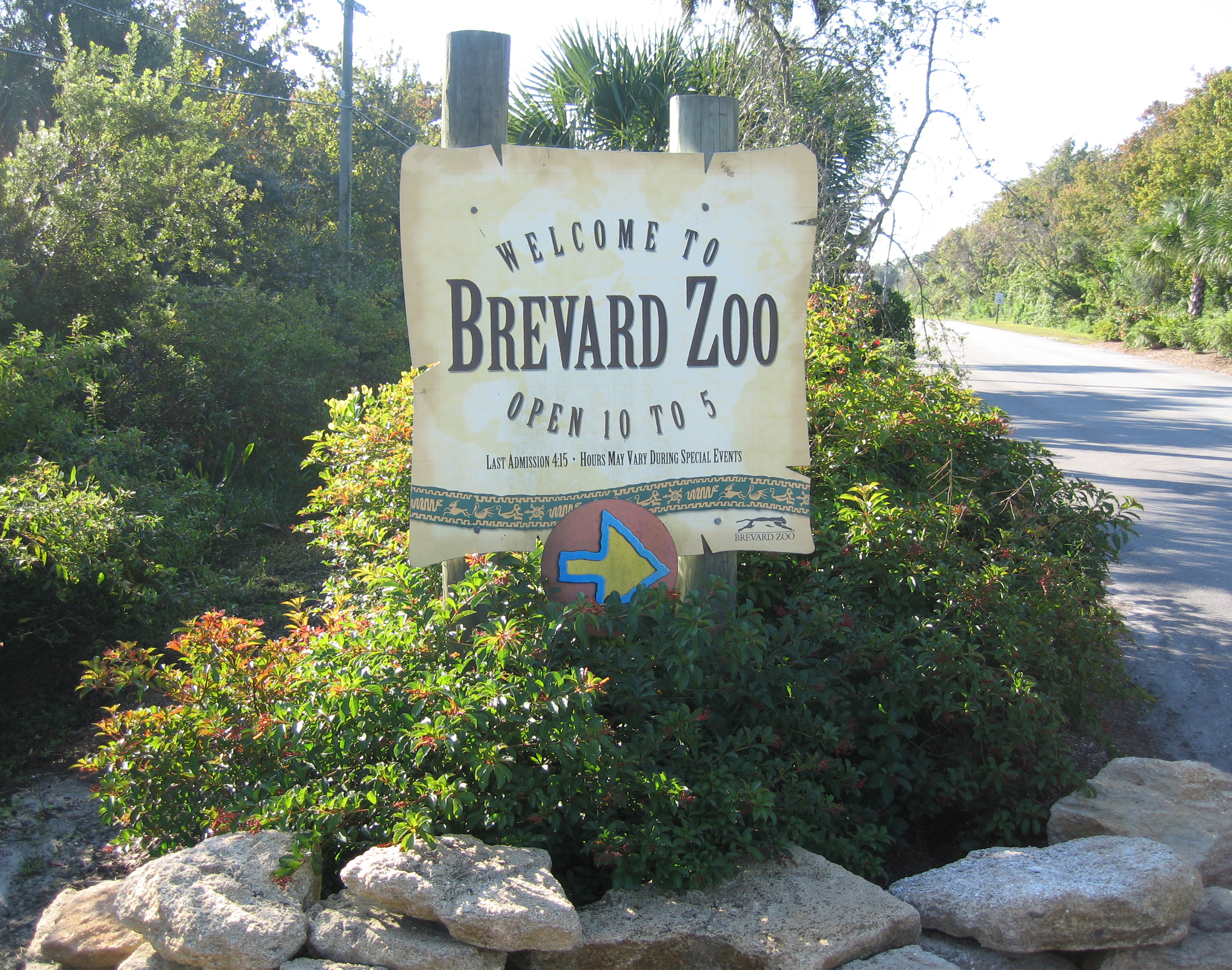
Зоопарк Бреверда
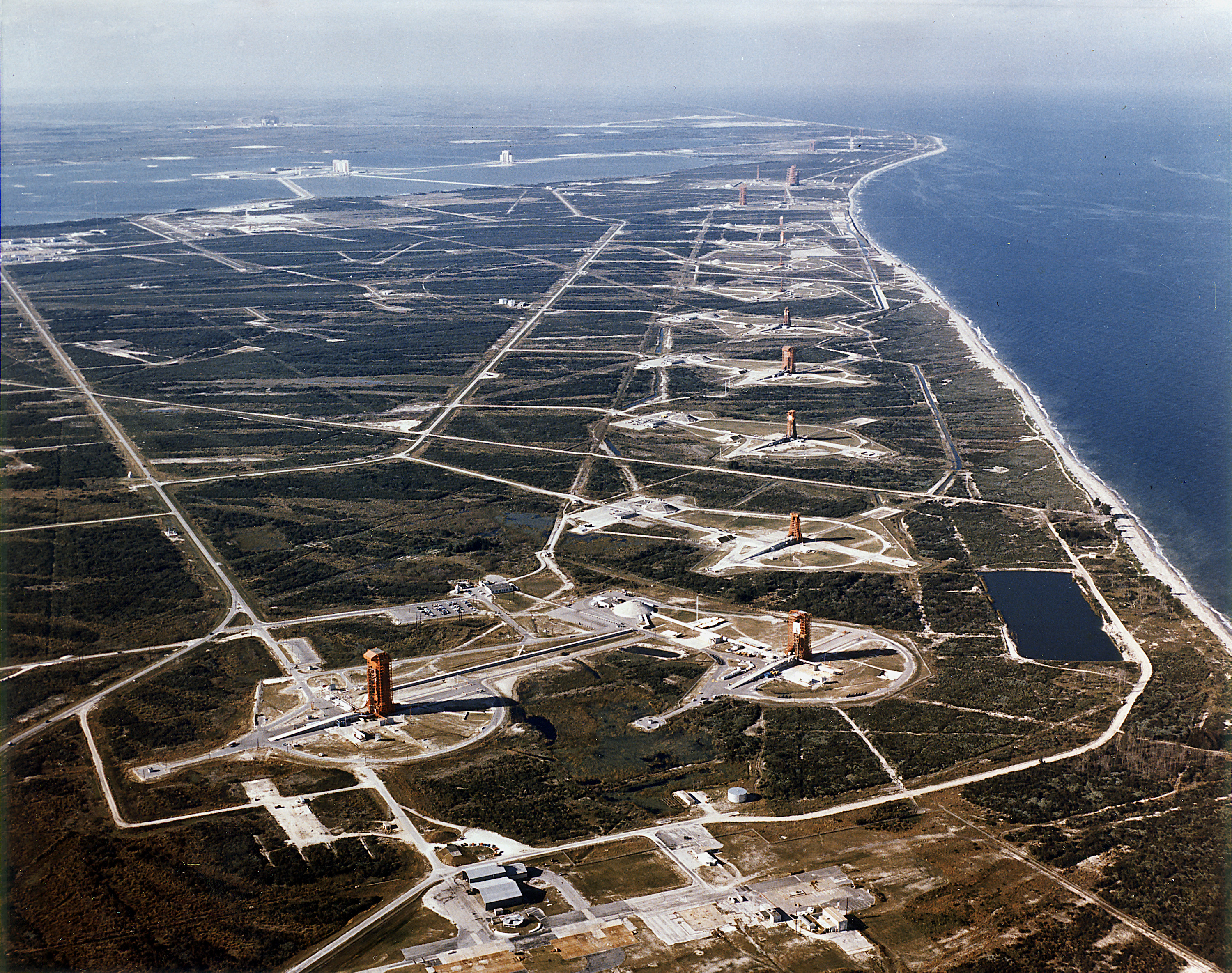
Космічний центр мис Канаверал
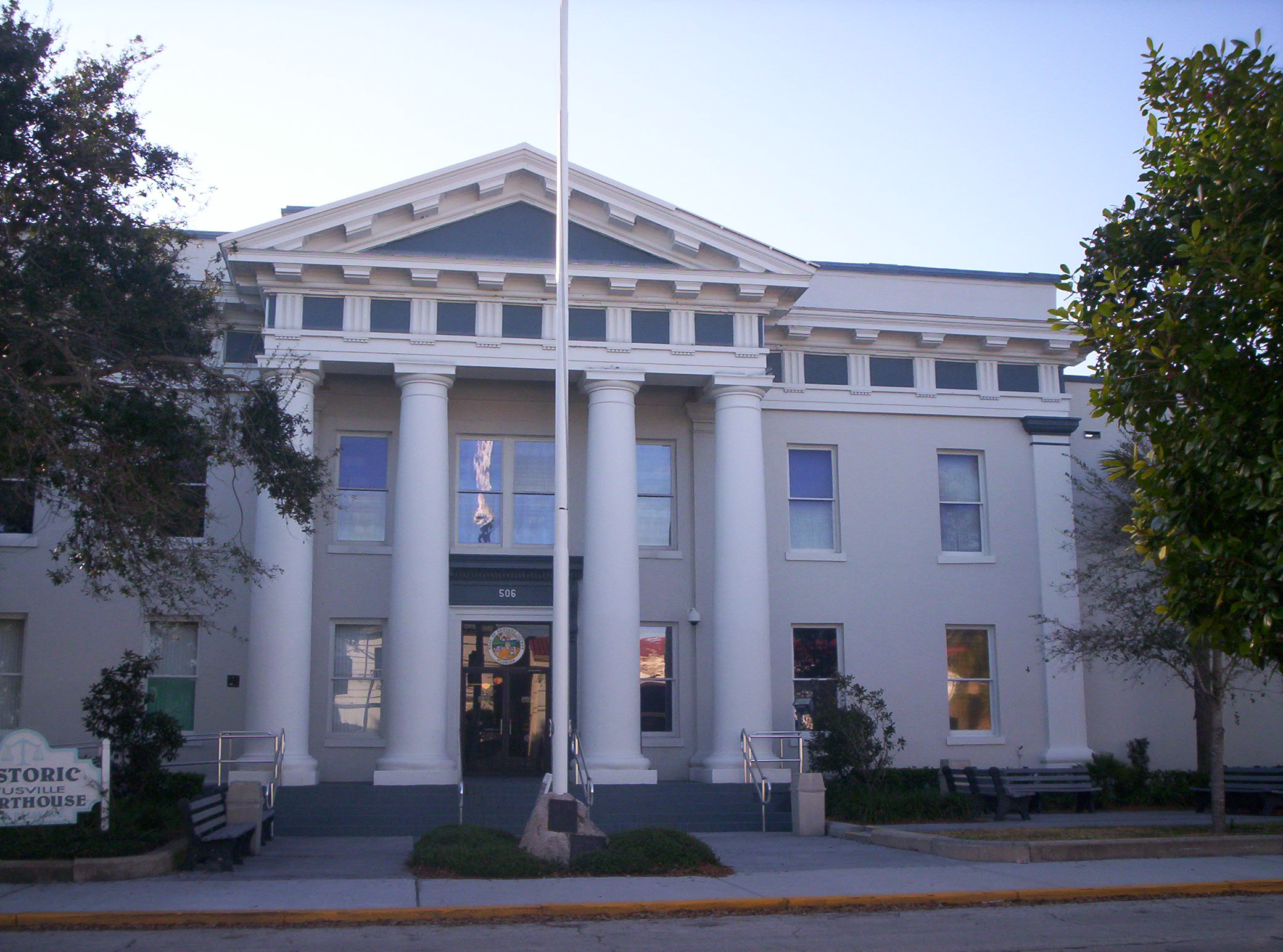
Будівля окружного суду